# Blackberry 10
Blackberry 10 (Eigenschreibweise BlackBerry 10) ist ein Betriebssystem des kanadischen Unternehmens Blackberry, das seit Ende Januar 2013 auf Smartphones der Marke Blackberry installiert wird. Das System wurde, als Ersatz für das „klassische“ Vorgängersystem Blackberry OS, am 19. Oktober 2011 auf der hauseigenen Entwicklerkonferenz DevCon in San Francisco vorgestellt. Das erste Gerät des Herstellers mit dem neuen Betriebssystem war das Blackberry Z10, das am 30. Januar 2013 vorgestellt und einen Tag später in Großbritannien verkauft wurde. Blackberry 10 basiert zu großen Teilen auf dem Betriebssystem QNX und dessen Microkernel.

## Oberfläche und Bedienung
Blackberry-Geräte der Z-Serie können auch ohne Tasten, also nur über den Touchscreen, gesteuert werden. Insbesondere hat Gestensteuerung eine große Bedeutung, etwa die Freigabe des Smartphones mit einem Wisch vom unteren zum oberen Bildschirmrand.
Zentraler Bestandteil des Betriebssystems ist der „Hub“, welcher Nachrichten aus verschiedenen Quellen sammelt. So werden Anrufe, Kurznachrichten, Tweets, Facebook-Mitteilungen und E-Mails aller eingerichteten Konten in einer Übersicht zusammengefasst. Neue Benachrichtigungen werden seit Version 10.2 auch innerhalb einer Anwendung im oberen Bereich des Bildschirms eingeblendet – damit ist es beispielsweise möglich, parallel im offenen Browser eine E-Mail zu beantworten.
Wenn das Smartphone entsperrt wird, erscheint im Gegensatz zu anderen Betriebssystemen wie Android als erstes der Taskmanager mit den geöffneten Apps.
Blackberry hat eine Partnerschaft mit Amazon bestätigt. So ist mit der aktuellen Version des Betriebssystems, Versionsnummer 10.3, der Amazon App-Store in das System eingebunden. Blackberry verspricht sich von der Einbindung eine weit größere Auswahl an Apps.

## Technik
Blackberry 10 wurde von Grund auf neu konzipiert, da als Zielsystem nicht mehr ausschließlich Smartphones, sondern auch Tablet-PCs wie das Blackberry Playbook in Frage kommen. Der Kern des Betriebssystems stammt von QNX, dessen proprietäres Echtzeitbetriebssystem in vielen eingebetteten Systemen zum Einsatz kommt und zum Beispiel in der Anlagensteuerung oder der Automobil-Industrie eingesetzt wird. Nach Informationen von RIM sollen Apps für Blackberry 10 in C und C++ entwickelt werden können, auch HTML5 werde unterstützt. Nach Medienberichten soll es außerdem möglich sein, Android-Apps auf Blackberry 10 auszuführen.
Blackberry 10 ist für die vertrauliche Kommunikation der NATO-Behörden zugelassen.

## Markenrechte
Nach der Ankündigung von Blackberry 10 unter der Bezeichnung „BBX“ wurde bekannt, dass dies möglicherweise Namensrechte des Software-Unternehmens Basis verletzt. Das Unternehmen hat angekündigt, rechtliche Schritte gegen Research In Motion einzuleiten. Inzwischen hat ein US-Gericht die Nutzung des Namens „BBX“ untersagt, woraufhin Blackberry ihn in „Blackberry 10“ geändert hat.

## Versionsgeschichte
| Legende: | Ältere Version; nicht mehr unterstützt | Ältere Version; noch unterstützt | Aktuelle Version | Aktuelle Vorabversion | Zukünftige Version |

| Versionsnummer | Erscheinungsdatum  | (neue) Funktionen |
| -------------- | ------------------ | --- |
| 10.0           |                    | - Erste Version |
| 10.1           |                    | - Navigationskürzel für „Vorherige/Nächste Nachricht“ - Tastaturkürzel für die letzte ungelesene Nachricht - E-Mail-Synchronisierung - Zwei-Faktor-Authentifizierung für Twitter und LinkedIn - Neues Suchfeld in Blackberry Remember |
| 10.2           |                    | - Priority Hub - WiFi Direct und Miracast (Q10/Z30) - Unterstützung von Android 4.2.2 Apps |
| 10.2.1         | 28. Januar 2014    | - Native Unterstützung von Android-Apps (.apk-Dateien) - Pinch-to-zoom-Geste im Hub für Prioritäten u. ä. - Anruf sofort per Kurznachricht beantworten - SMS- und E-Mail-Verteiler - Kontaktgruppen - Tastaturshortcuts und Tastenschnellwahl für Tastaturmodelle (Q-Reihe und P-Reihe) - Anpassbares Schnelleinstellungsmenü - Offlinemodus für den Webbrowser - Sofortbenachrichtigungen bei Nachrichten-Eingang am oberen Rand (SMS, Mail, …) |
| 10.2.2         | 8. August 2014     | - Sicherheitsverbesserungen für Secusmart |
| 10.3           | 24. September 2014 | - Überarbeitetes Design - „Blackberry Assistant“-App zur Sprachsteuerung - Neue zusätzliche Einstellungsmöglichkeiten |
| 10.3.1         | 19. Februar 2015   | - Unterstützung der Geräte Z30, Z10, Q10, Q5 und P’9982 |
| 10.3.2         | 9. September 2015  | - Unterstützung für alle Blackberry 10-Geräte - Erweiterte Diebstahlsicherung über „Blackberry Protect“ - Blackberry Blend 1.2 - Verbesserungen der Kamerasoftware |
| 10.3.3         | 1. Dezember 2016   | - NIAP Zertifizierung - Download Indikator - Anti-Phishing Optionen im Webbrowser |

## Geräte

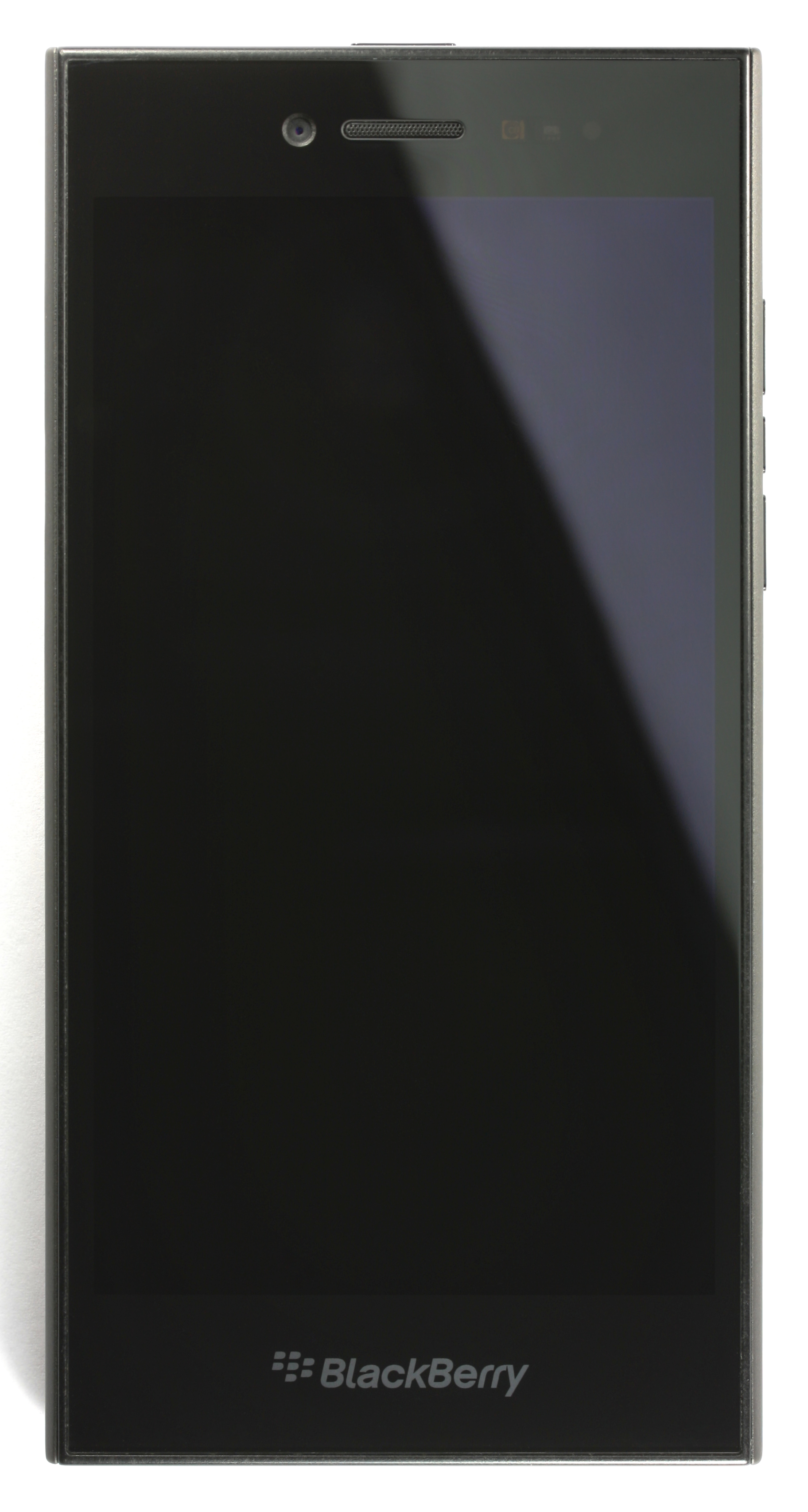
Das BlackBerry Leap

Folgende Geräte verwenden als Betriebssystem Blackberry 10:
aktuelle Geräte
- Blackberry Z10
- Blackberry Q10
- Blackberry Q5
- Blackberry Z30
- Porsche Design P’9982[16]
- Blackberry Z3
- Porsche Design P’9983
- Blackberry Passport
- Blackberry Classic
- Blackberry Leap